# 저지섬의 문장

저지섬의 문장

저지섬의 문장은 1279년 에드워드 1세가 처음 사용했으며, 1981년에 제정되었다.
빨간색 방패 안에는 세 마리 금색 사자가 그려져 있다.

## 같이 보기
- 저지섬의 기